# Rally Caja Cantabria de 2000
El Rally Caja Cantabria de 2000, oficialmente 22.º Rallye Caja Cantabria, fue la vigésimo segunda edición y la tercera cita de la temporada 2000 del Campeonato de España de Rally. Se celebró del 12 al 14 de mayo y contó con un itinerario de once tramos que sumaban un total de 162 km cronometrados.

## Itinerario
| Día   | Tramo | Nombre                      | Distancia | Ganador                 | Líder                             |
| ----- | ----- | --------------------------- | --------- | ----------------------- | --------------------------------- |
| Día 1 | TC1   | Castillo Pedroso            | 14.68 km  | Salvador Cañellas jr.   | Salvador Cañellas jr.             |
| Día 1 | TC2   | Udias                       | 12.00 km  | Jesús Puras             | Salvador Cañellas jr. Luis Monzón |
| Día 1 | TC3   | Novales                     | 10.64 km  | Jesús Puras             | Salvador Cañellas jr.             |
| Día 1 | TC4   | Castillo Pedroso 2          | 14.68 km  | Luis Monzón             | Luis Monzón                       |
| Día 1 | TC5   | Udias 2                     | 12.00 km  | Jesús Puras Luis Monzón | Luis Monzón                       |
| Día 1 | TC6   | Novales 2                   | 10.64 km  | Jesús Puras             | Luis Monzón                       |
| Día 1 | TC7   | Guriezo                     | 13.05 km  | Jesús Puras             | Luis Monzón                       |
| Día 1 | TC8   | Limpias-Liendo              | 9.33 km   | Jesús Puras             | Jesús Puras                       |
| Día 1 | TC9   | Beranga-Meruelo-Las Pilas   | 25.97 km  | Luis Monzón             | Luis Monzón                       |
| Día 1 | TC10  | Guriezo 2                   | 13.05 km  | Jesús Puras             | Jesús Puras                       |
| Día 1 | TC11  | Beranga-Meruelo-Las Pilas 2 | 25.97 km  | Salvador Cañellas jr.   | Jesús Puras                       |

## Clasificación final
| Pos. | Piloto                | Copiloto                 | Automóvil                | Tiempo  | Diferencia |
| ---- | --------------------- | ------------------------ | ------------------------ | ------- | ---------- |
| 1.   | Jesús Puras           | Marc Martí               | Citroën Xsara Kit Car    | 1:40:56 | 0.0        |
| 2.   | Salvador Cañellas jr. | Carlos del Barrio        | SEAT Córdoba WRC         | 1:42:24 | +1:28      |
| 3.   | Roberto Solís         | Francisco Javier Álvarez | Peugeot 106 Maxi         | 1:47:34 | +6:38      |
| 4.   | Ignacio Sanfilippo    | Diego Vallejo            | Mitsubishi Lancer Evo VI | 1:48:09 | +7:13      |
| 5.   | Miguel Ángel Fuster   | José Vicente Medina      | Citroën Saxo Kit Car     | 1:48:11 | +7:15      |
| 6.   | Joan Vinyes           | Xavi Lorza               | SEAT Ibiza GTi 16V       | 1:49:17 | +8:21      |
| 7.   | Marc Blázquez         | Jordi Mercader           | SEAT Ibiza GTi 16V       | 1:49:44 | +8:48      |
| 8.   | Simón Otamendi        | Roberto del Rosario      | Citroën Saxo VTS         | 1:50:22 | +9:26      |
| 9.   | Javier Piñeiro        | Aida Blanco              | Citroën Saxo VTS         | 1:50:22 | +9:26      |
| 10.  | Enrique García Ojeda  | Luisa Raquel Fernández   | Peugeot 106 Rallye       | 1:51:00 | +10:04     |